# Bundestagsausschüsse des 5. Deutschen Bundestages
Im Folgenden sind die ständigen Bundestagsausschüsse des 5. Deutschen Bundestages (1965–1969) aufgeführt:
| Ausschuss                                                               | Vorsitz                                                 | Fraktion | Stellvertreter                                                              | Fraktion | Mitglieder |
| ----------------------------------------------------------------------- | ------------------------------------------------------- | -------- | --------------------------------------------------------------------------- | -------- | ---------- |
| Ausschuss für Wahlprüfung, Immunität und Geschäftsordnung               | Friedrich Schäfer ab 22. Februar 1967: Hannsheinz Bauer | SPD      | Stefan Dittrich                                                             | CDU/CSU  | 13         |
| Petitionsausschuss                                                      | Maria Jacobi                                            | CDU/CSU  | Helene Wessel                                                               | SPD      | 27         |
| Auswärtiger Ausschuss                                                   | Hermann Kopf                                            | CDU/CSU  | Carlo Schmid ab 2. Februar 1967: Kurt Mattick                               | SPD      | 31         |
| Ausschuss für gesamtdeutsche und Berliner Fragen                        | Herbert Wehner ab 26. Januar 1967: Egon Franke          | SPD      | Felix von Eckardt                                                           | CDU/CSU  | 31         |
| Verteidigungsausschuss                                                  | Friedrich Zimmermann                                    | CDU/CSU  | Karl Wienand ab 13. April 1967: Karl Wilhelm Berkhan                        | SPD      | 31         |
| Innenausschuss                                                          | Hermann Schmitt-Vockenhausen                            | SPD      | Bert Even                                                                   | CDU/CSU  | 27         |
| Ausschuss für Kriegs- und Verfolgungsschäden                            | Josef Mick                                              | CDU/CSU  | Martin Hirsch ab 14. Dezember 1967: Lisa Korspeter                          | SPD      | 31         |
| Ausschuss für Wissenschaft, Kulturpolitik und Publizistik               | Ulrich Lohmar                                           | SPD      | Ingeborg Geisendörfer                                                       | CDU/CSU  | 21         |
| Ausschuss für Kommunalpolitik, Raumordnung, Städtebau und Wohnungswesen | Carl Hesberg                                            | CDU/CSU  | Willy Könen                                                                 | SPD      | 27         |
| Ausschuss für Familien- und Jugendfragen                                | Karl-Heinz Vogt                                         | CDU/CSU  | Marta Schanzenbach                                                          | SPD      | 21         |
| Ausschuss für Gesundheitswesen                                          | Elinor Hubert                                           | SPD      | Gerhard Jungmann                                                            | CDU/CSU  | 21         |
| Rechtsausschuss                                                         | Hans Wilhelmi                                           | CDU/CSU  | Gerhard Reischl                                                             | SPD      | 21         |
| Haushaltsausschuss                                                      | Erwin Schoettle                                         | SPD      | Hermann Conring                                                             | CDU/CSU  | 31         |
| Finanzausschuss                                                         | Otto Schmidt                                            | CDU/CSU  | Liselotte Funcke                                                            | FDP      | 27 bzw. 31 |
| Ausschuss für Wirtschaft und Mittelstandfragen                          | Alexander Menne                                         | FDP      | Peter Wilhelm Brand                                                         | CDU/CSU  | 31         |
| Ausschuss für Entwicklungshilfe                                         | Walther Leisler Kiep                                    | CDU/CSU  | Walther Hellige ab 19. Oktober 1967: Gustav Freiherr von Gemmingen-Hornberg | FDP      | 13         |
| Ausschuss für Ernährung, Landwirtschaft und Forsten                     | Bernhard Bauknecht                                      | CDU/CSU  | R. Martin Schmidt                                                           | SPD      | 31         |
| Ausschuss für Sozialpolitik                                             | Ernst Schellenberg                                      | SPD      | Josef Stingl ab 2. Oktober 1968: Friedrich Kühn                             | CDU/CSU  | 27         |
| Ausschuss für Arbeit                                                    | Adolf Müller                                            | CDU/CSU  | Walter Behrendt ab 26. Januar 1967: Erwin Folger                            | SPD      | 27         |
| Verkehrsausschuss                                                       | Holger Börner ab 21. Juni 1967: Hans Stefan Seifriz     | SPD      | Ernst Müller-Hermann                                                        | CDU/CSU  | 21         |
| Postausschuss                                                           | Herwart Miessner                                        | FDP      | Bruno Diekmann                                                              | SPD      | 13         |
| Ausschuss für Angelegenheiten der Heimatvertriebenen und Flüchtlinge    | Reinhold Rehs ab 3. Juni 1969: Lisa Korspeter           | SPD      | Friedrich-Karl Storm                                                        | CDU/CSU  | 13         |
| Ausschuss für das Bundesvermögen                                        | Hans-Jürgen Junghans                                    | SPD      | Erwin Häussler                                                              | CDU/CSU  | 13         |